# Fritz Reichl
Fritz Reichl (2. února 1890 Baden – 1959 Los Angeles) byl rakouský architekt, který začátkem 30. let působil i v jižních Čechách (v Prachaticích a Českých Budějovicích).

## Život
Narodil se v Badenu v židovské rodině Ludwiga a Fanny Reichlových. V letech 1900–1908 navštěvoval střední školu. Pak absolvoval kurs na Kunstgewerbeschule Wien (u učitelů Bertolda Löfflera a Michaela Powolny). V letech 1908–1914 studoval architekturu na c.k. Technické vysoké škole ve Vídni (k.k Technische Hochschule Wien). Jeho učiteli zde byli: Karl König, Max Ferstel, K. F. Krauss a Leopold Simony. V roce 1914 složil druhou státní zkoušku. V letech 1914–1918 sloužil v rakouskouherské armádě.
V roce 1925 získal oprávnění pro architektonickou činnost (Zivilarchitekt) a založil si vlastní architektonický ateliér ve Vídni. Začátkem 30. let působil i v jižních Čechách v Prachaticích a Českých Budějovicích.
Před nacismem uprchl nejdříve do Turecka, kde od roku 1939 vedl ateliér Clemense Holzmeistera v Istanbulu. Po skončení druhé světové války odešel do Spojených států amerických. Přibližně od roku 1950 pracoval v ateliéru v Los Angeles spolu s Maxem Starkmanem.

### Osobní život
Byl ženatý, s manželkou Ellou Reichl měli syna Ericha (Erica).

## Dílo
- Obytný dům pro úředníky (spolu s Alexiem Wolfem), Eisenstadt (1926 – 27)
- Obytný dům města Vídně, Puchsbaumplatz 14, Vídeň (1929)
- Dětský domov, Rimini (1929)
- Obytný dům Dr. Leo und Stefanie Kann, Bastiengasse 107, Vídeň (1930 – 32, zbořeno)
- Přestavba Villy Hériot, Rustenschacherallee 30, Vídeň (1931, zbořeno 1962)[2]
- Přestavba a nástavba Heskyho domu, Štítného ul. 10, České Budějovice (1931)
- Rodinný dům Johanna Nepomuka Krale, Nádražní čp. 364, Prachatice (1931 – 32)[3][4][5]
- Nájemní dům Leonharda Martina, Beverly Hills (1949)
- Obytný dům Ericha Reichla, Pittsburgh (1955)[6]

## Galerie

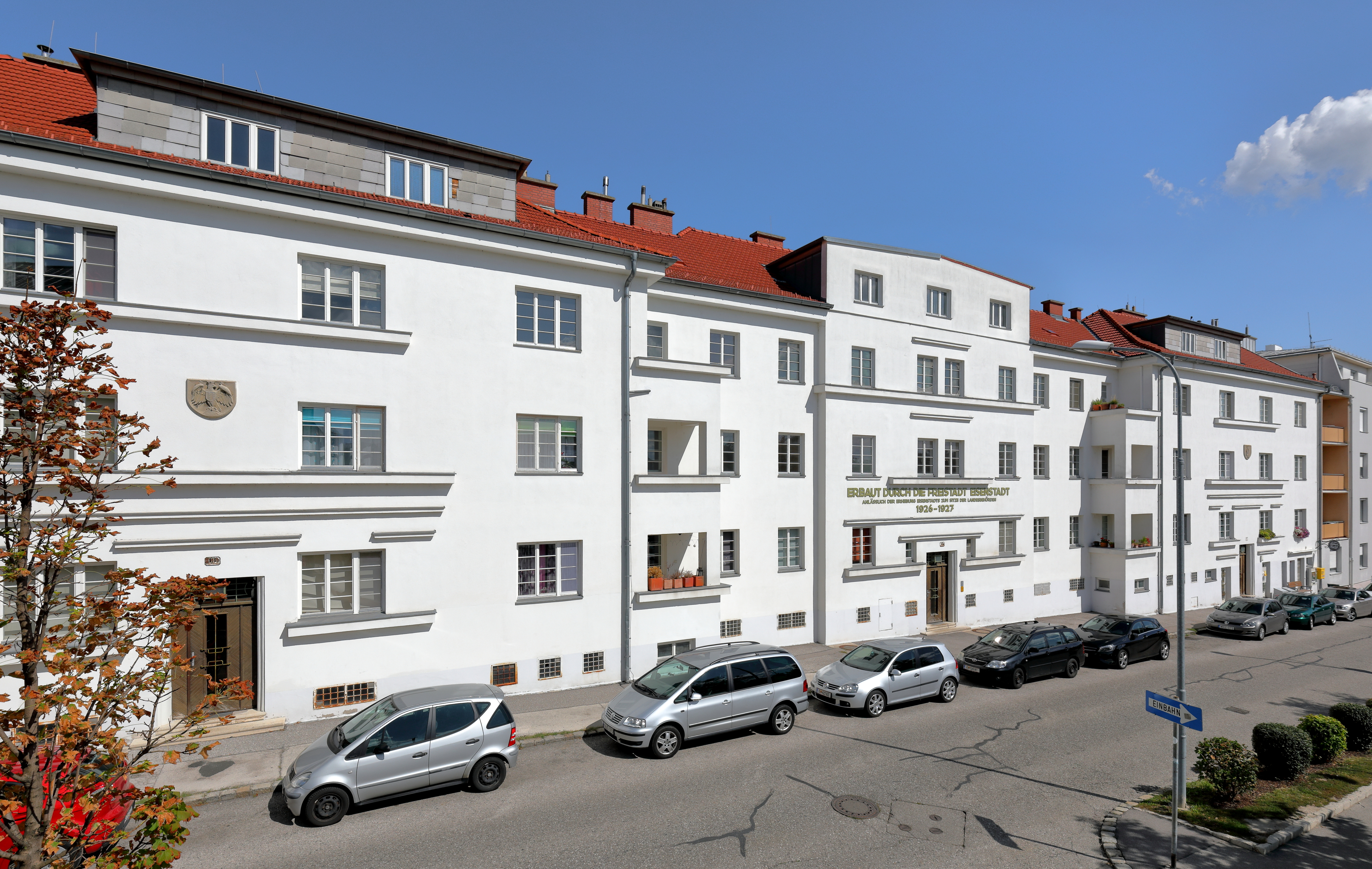
Obytný dům pro úředníky, Eisenstadt (1926–1927)
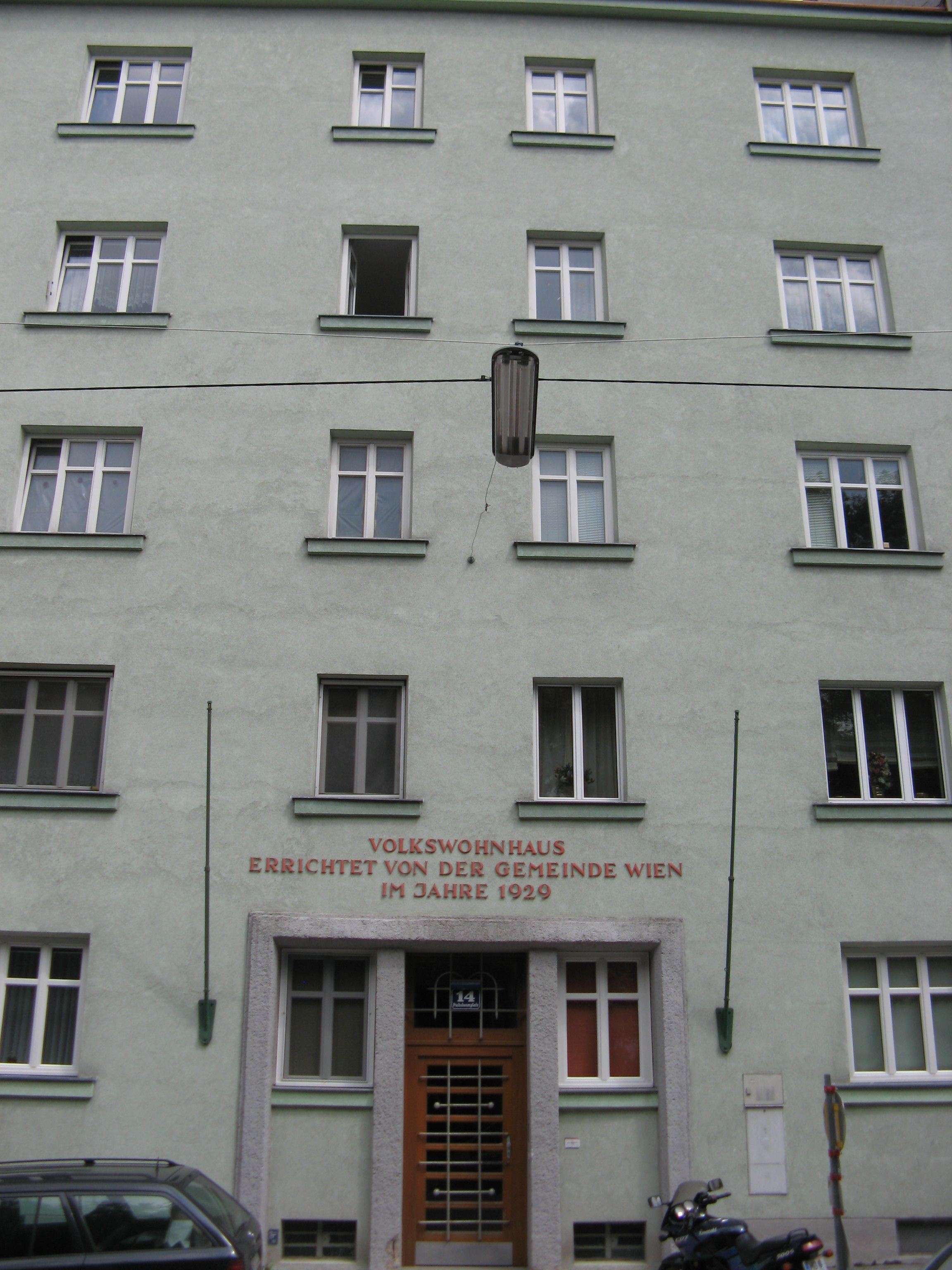
Obytný dům města Vídně, Puchsbaumplatz 14, Vídeň (1929)
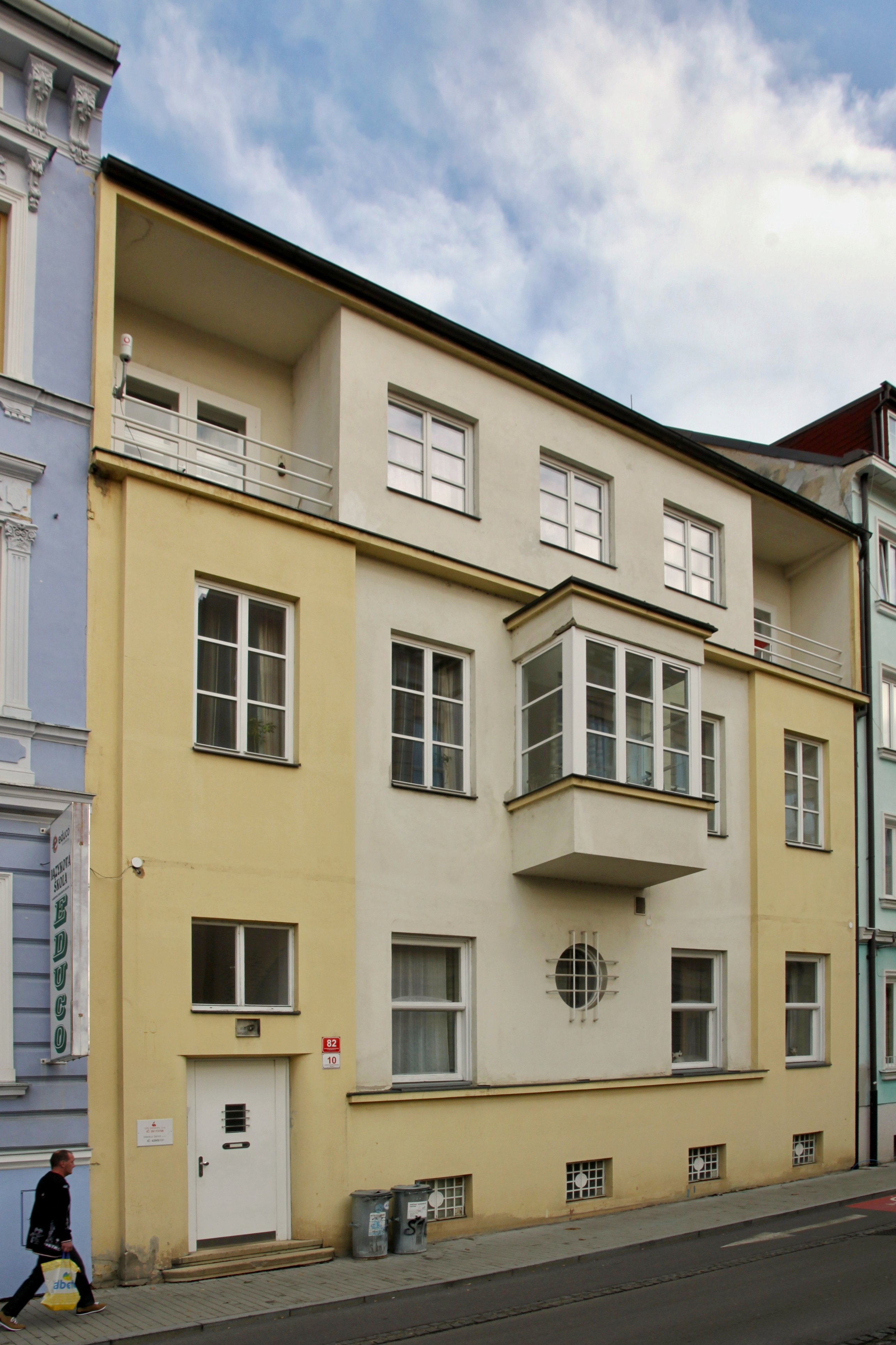
Přestavba a nástavba Heskyho domu, Štítného č. 10, České Budějovice (1931)
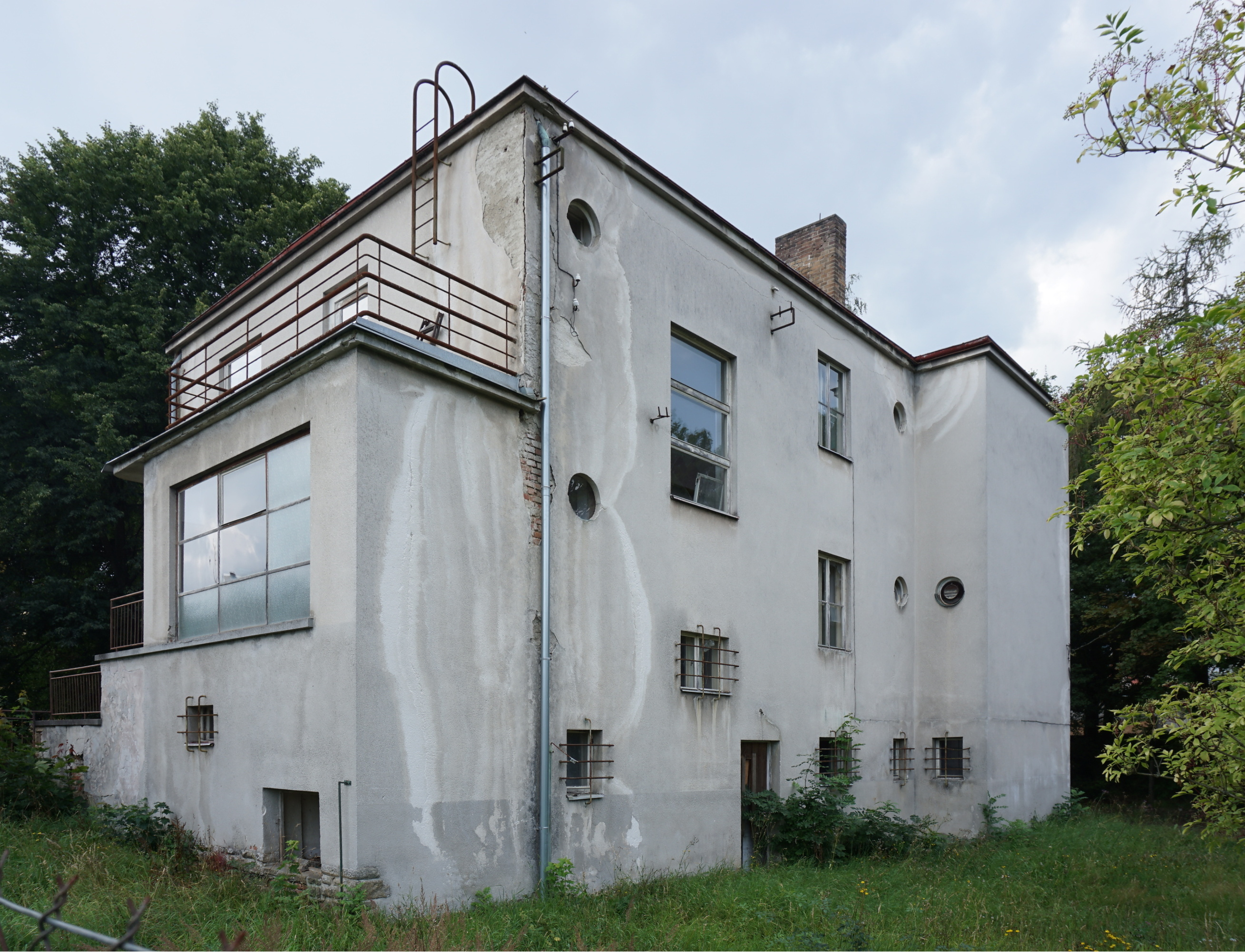
Rodinný dům Johanna Nepomuka Krale, Prachatice, (1931–1932)